# ميكا (آلة)

وحدة ميكا في لعبة باتلفيلد

 ميكا (بالإنجليزية: Mecha)‏ هي آلة سيارة يقودها ملاح أو جندي، وتَستخدم ما يشبه السيقان للتنقل عوضاً عن الإطارات أو العجلات. ظهرت بكثرة في عروض الخيال العلمي وكذلك في العروض المتعلقة بتكنولوجيا المستقبل، يتجلى هذا الظهور في عروض الأنمي وقصص المانجا، وكذلك في ألعاب الفيديو، حيث صارت كلمة «ميكا» تستخدم كتصنيف خاص إلى جانب الدراما والتراجيديا والكوميديا بالنسبة للعروض المتلفزة، كما تمثل تصنيفاً خاصاً أيضاً إلى جانب الرياضة والإستراتيجية وحل الألغاز بالنسبة لألعاب الفيديو.

## وصلات خارجية
- Gears Online
- Mecha Anime HQ: Extensive coverage on Gundams and other mecha.
- Mecha Co.
- Entry in the Encyclopedia of Science Fiction